# Drevant
Drevant é uma comuna francesa na região administrativa do Centro, no departamento Cher. Estende-se por uma área de 4,85 km². Em 2010 a comuna tinha 563 habitantes (densidade: 116,1 hab./km²).